# Zlatý míč 2018
Zlatý míč, cenu pro nejlepšího fotbalistu světa dle mezinárodního panelu sportovních novinářů, získal za rok 2018 chorvatský fotbalista ve službách Realu Madrid Luka Modrić.

Šlo o první vítězství hráče z kterékoli země bývalé Jugoslávie.

## Zlatý míč

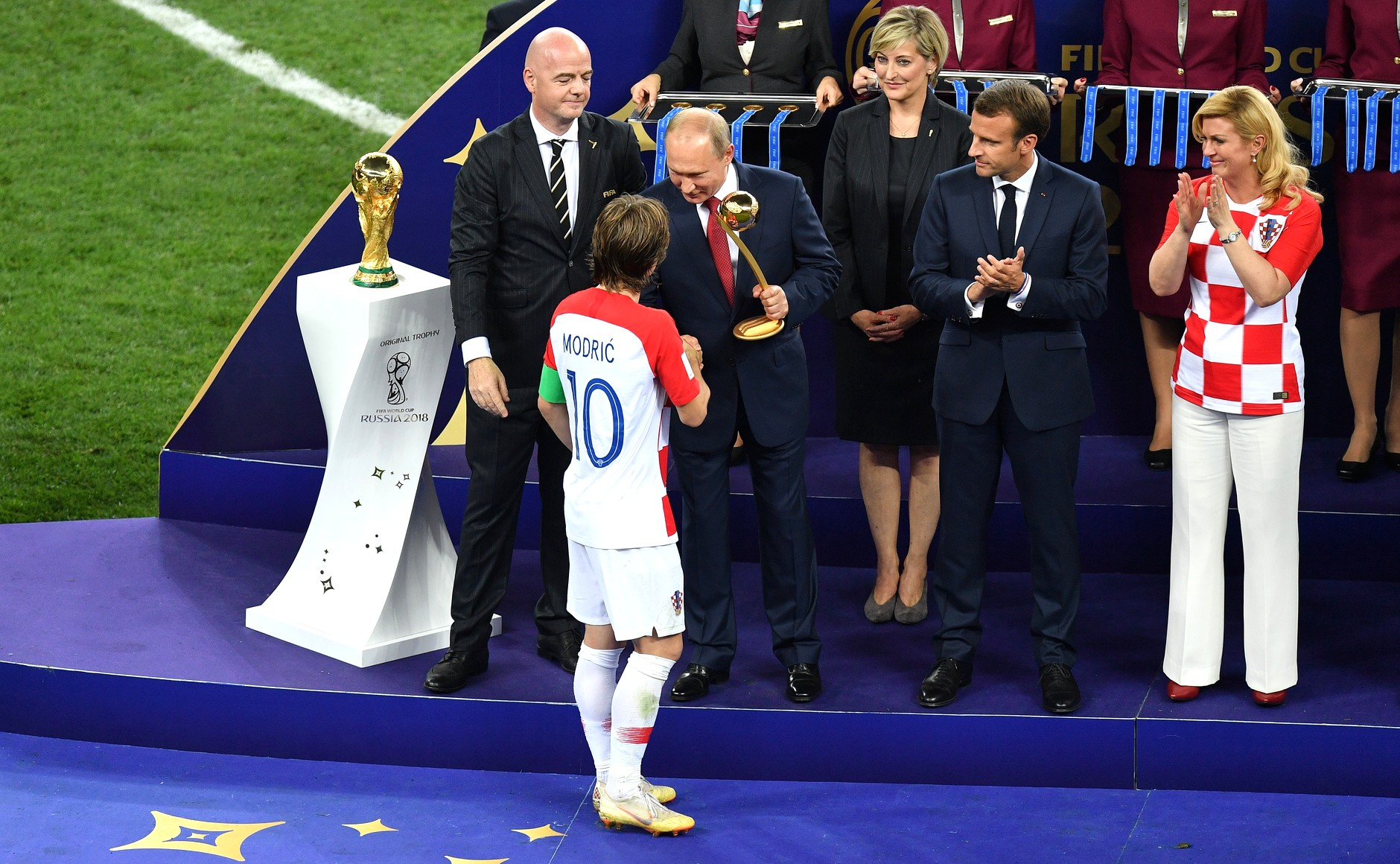
Modrić přebírá cenu pro nejlepšího hráče MS 2018 od ruského prezidenta Vladimira Putina

| Pořadí | Hráč              | Klub                 | Body |
| ------ | ----------------- | -------------------- | ---- |
| 1.     | Luka Modrić       | Real Madrid          | 753  |
| 2.     | Cristiano Ronaldo | Real Madrid Juventus | 478  |
| 3.     | Antoine Griezmann | Atlético Madrid      | 414  |
| 4.     | Kylian Mbappé     | Paris Saint-Germain  | 347  |
| 5.     | Lionel Messi      | Barcelona            | 280  |
| 6.     | Mohamed Salah     | Liverpool            | 188  |
| 7.     | Raphaël Varane    | Real Madrid          | 121  |
| 8.     | Eden Hazard       | Chelsea              | 119  |
| 9.     | Kevin De Bruyne   | Manchester City      | 29   |
| 10.    | Harry Kane        | Tottenham Hotspur    | 25   |
| 11.    | N'Golo Kanté      | Chelsea              | 24   |
| 12.    | Neymar            | Paris Saint-Germain  | 19   |
| 13.    | Luis Suárez       | Barcelona            | 17   |
| 14.    | Thibaut Courtois  | Chelsea Real Madrid  | 12   |
| 15.    | Paul Pogba        | Manchester United    | 9    |
| 16.    | Sergio Agüero     | Manchester City      | 7    |
| 17.    | Gareth Bale       | Real Madrid          | 6    |
| 17.    | Karim Benzema     | Real Madrid          | 6    |
| 19.    | Roberto Firmino   | Liverpool            | 4    |
| 19.    | Ivan Rakitić      | Barcelona            | 4    |
| 19.    | Sergio Ramos      | Real Madrid          | 4    |
| 22.    | Edinson Cavani    | Paris Saint-Germain  | 3    |
| 22.    | Sadio Mané        | Liverpool            | 3    |
| 22.    | Marcelo           | Real Madrid          | 3    |
| 25.    | Alisson           | AS Řím Liverpool     | 2    |
| 25.    | Mario Mandžukić   | Juventus             | 2    |
| 25.    | Jan Oblak         | Atlético Madrid      | 2    |
| 28.    | Diego Godín       | Atlético Madrid      | 1    |
| 29.    | Isco              | Real Madrid          | 0    |
| 29.    | Hugo Lloris       | Tottenham Hotspur    | 0    |

## Kopa Trophy
Kylian Mbappé vyhrál Kopa Trophy pro nejlepšího hráče světa do 21 let za rok 2019.
| Pořadí | Hráč                   | Klub                | Body |
| ------ | ---------------------- | ------------------- | ---- |
| 1.     | Kylian Mbappé          | Paris Saint-Germain | 110  |
| 2.     | Christian Pulišić      | Borussia Dortmund   | 31   |
| 3.     | Justin Kluivert        | Ajax AS Řím         | 18   |
| 5.     | Rodrygo                | Santos              | 12   |
| 5.     | Gianluigi Donnarumma   | AC Milán            | 12   |
| 6.     | Trent Alexander-Arnold | Liverpool           | 6    |
| 7.     | Patrick Cutrone        | AC Milán            | 5    |
| 8.     | Houssem Aouar          | Lyon                | 4    |
| 9.     | Ricu Dóan              | Groningen           | 0    |
| 9.     | Amadou Haidara         | Red Bull Salzburg   | 0    |